# Dogliani
Dogliani (Dojan in piemontese) è un comune italiano di 4 596 abitanti della provincia di Cuneo in Piemonte. Il comune è noto per il Dolcetto di Dogliani.

## Storia

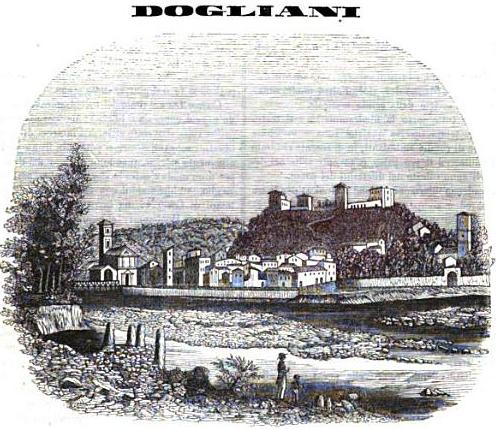
Panorama ottocentesco di Dogliani in un disegno di Clemente Rovere (1844)

Il paese, di origine preromana, fu abitato da popolazioni di ceppo ligure. Conobbe nel periodo compreso tra il 200 e il 100 a.C. una sistematica penetrazione romana. Della romanizzazione nella zona sono stati ritrovati importanti reperti, conservati nel locale museo storico-archeologico G. Gabetti. Della struttura attuale del paese si incomincerà a parlare nel Medioevo: il Castello sulla collina e il Borgo cintato da mura nella parte inferiore, lungo il torrente Rea.
Ancora oggi si può facilmente riconoscere il nucleo medioevale, delimitato dalle due porte d'accesso alla città, Porta Soprana e Porta Sottana a Dogliani Borgo. Dogliani fu probabilmente sotto il dominio aleramico, passò quindi sotto il marchesato di Busca, per finire nei possessi dei marchesi di Saluzzo e, attorno ai primi anni del Seicento, ai Savoia.
L'Ottocento fu un secolo in cui Dogliani vide mutare la propria fisionomia, diventando un paese dall'architettura molto riconoscibile, quella di Giovanni Battista Schellino, architetto rappresentante dell'eclettismo nato nel 1818 in borgata La Spina. L'opera dell'architetto caratterizzò profondamente l'assetto della Dogliani ottocentesca. I suoi numerosi progetti diedero un volto nuovo al paese che, è bene ricordare, nel XIX secolo aveva una dignità cittadina ed una vivacità della vita culturale, sociale ed economica.

### Simboli
Lo stemma del Comune di Dogliani è documentato dal XVII secolo ed è stato riconosciuto con regio decreto del 7 giugno 1943 e concesso ufficialmente il 4 dicembre 1953.
Il gonfalone, concesso con D.P.R. del 15 dicembre 1953, è un drappo di azzurro.

## Monumenti e luoghi d'interesse

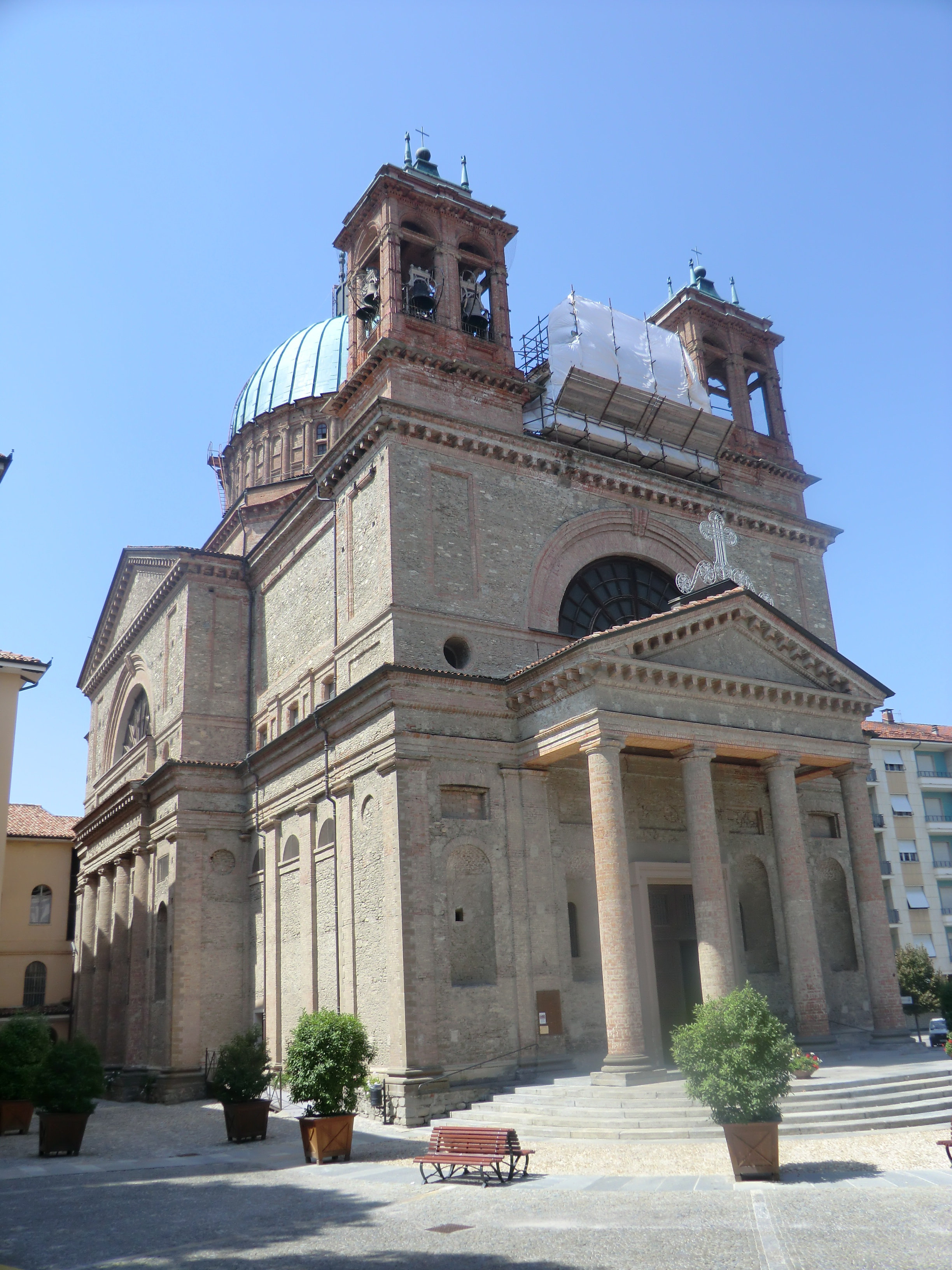
Chiesa parrocchiale santi Quirico e Paolo

### Parrocchiale santi Quirico e Paolo
La maggiore tra le costruzioni di Giovanni Battista Schellino, fu iniziata nel 1859 e ultimata nel 1869 fino alla base della cupola, che venne poi completata nel 1886. Nel 1887 venne installato l'organo. Neoclassica a croce greca, 46 metri di lunghezza e 23 di larghezza, è arricchita da un peristilio interno formato da 24 colonne, sopra le quali si innalza la grande cupola. Al suo interno raccoglie numerosissime testimonianze artistiche, tra cui tele dei secoli XVI, XVII, XVIII e XIX, statue lignee di Brilla e una Via Crucis di Gaetano Previati.

### Palazzo municipale

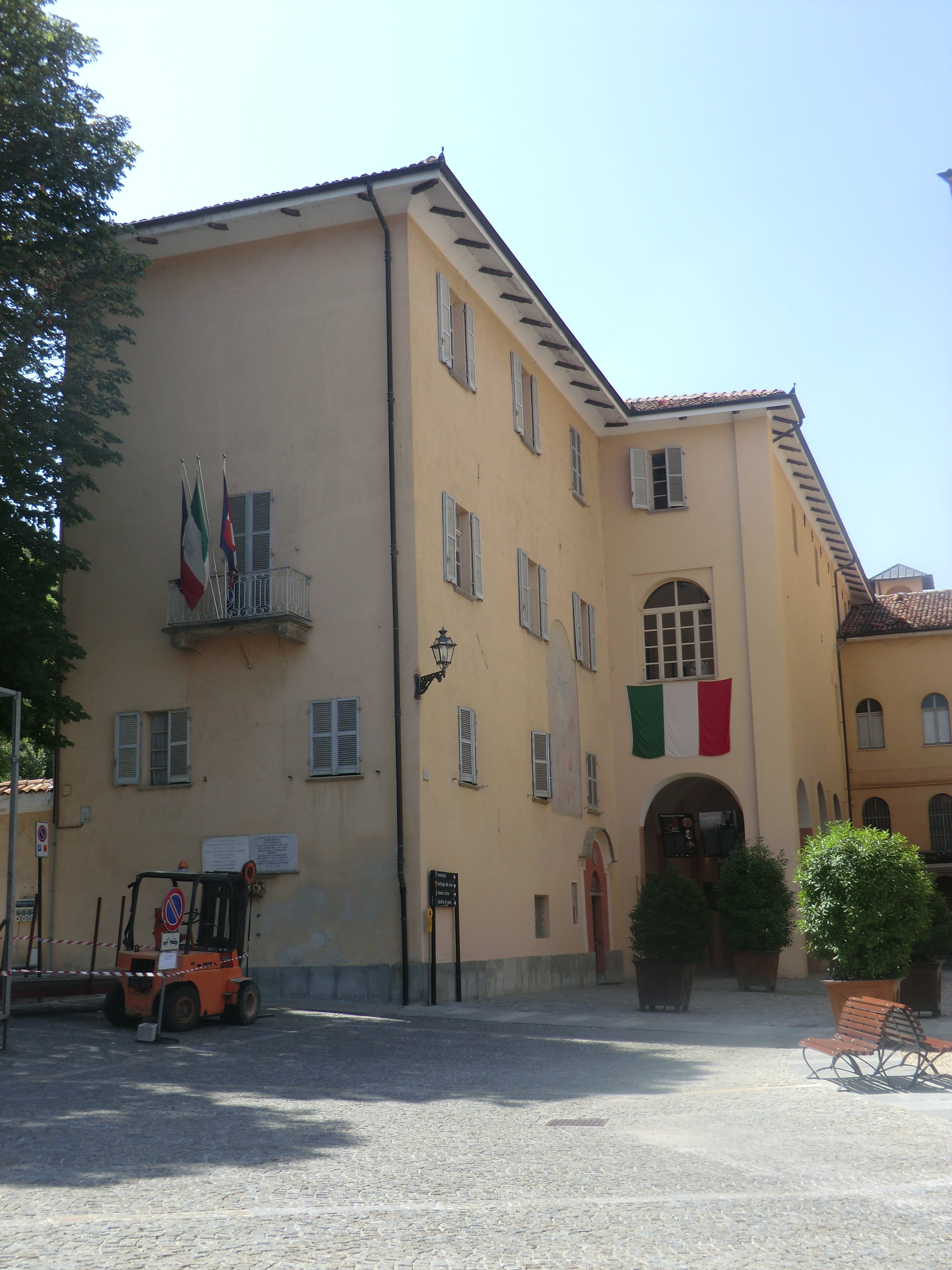
Palazzo municipale

Già antico Convento del Carmine, la cui data ufficiale di posa della prima pietra è il 26 agosto 1480, venne ristrutturato nella seconda metà dell'Ottocento ad opera dello Schellino, con l'aggiunta di un terzo piano e dell'attigua "Torre dei Cessi" (1862-1864).
L'ingresso ed il porticato sono la navata restante della chiesa rinascimentale del Carmine, risalente agli inizi del XVI secolo. Durante i restauri effettuati negli anni passati sulla facciata è venuto alla luce un grande affresco raffigurante la Madonna del Carmine. Ospita il Municipio, il Museo storico-archeologico "G. Gabetti" (primo piano) e la Bottega del Vino (scantinato).

### Confraternita dei battuti
La chiesa, progettata dall'architetto Francesco Gallo, è stata costruita nel 1742. Esempio di architettura barocca, come suggeriscono le colonne al suo interno, è riconosciuta come monumento nazionale. Il suo nome completo è "Confraternita del Ss. Nome di Gesù e del S. Crocefisso" poiché fu fondata dalla confraternita maschile del Ss. Nome di Gesù e da quella femminile del S. Crocefisso. Al suo interno sono conservate due tele restaurate nel 1991: S. Teresa d'Avila (1757) del pittore Mallarini e La Crocifissione, nell'abside, di Pietro Cuniberti. Altre opere di notevole valore sono la statua dell'Addolorata (1844) e l'organo con cassa barocca (inizio Settecento).

### Ospedale civico

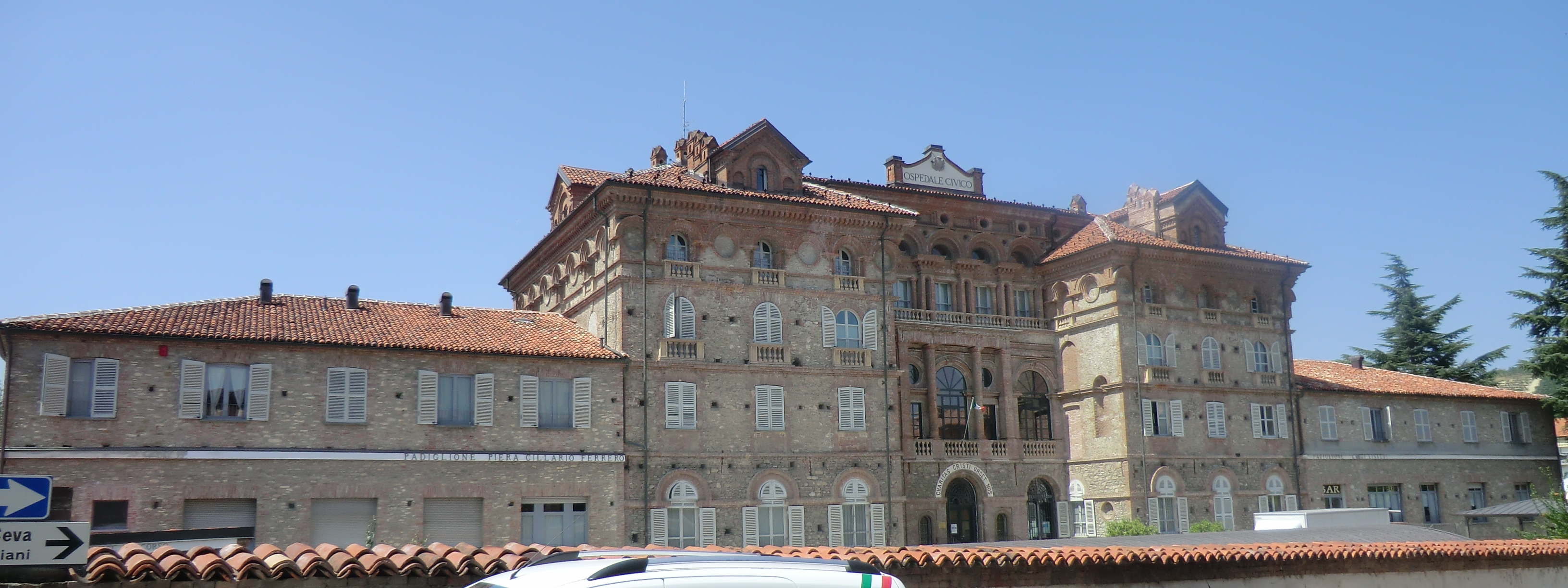
L'ospedale civico di Dogliani

È tra le più impegnative ed elaborate opere dell'architetto Giovanni Battista Schellino e costruita tra il 1878 e il 1888 per sostituire la vecchia e malandata Casa dell'Ospedale. È un'architettura eclettica con allusioni neoclassiche e neoromantiche realizzata in paramento in vista di mattoni e pietra che si conclude con un vistoso cornicione ad archetti pensili. È dedicato al sindaco Ettore Manzi, di cui si nota il busto in facciata.
In epoca recente sono state aggiunte le due ali laterali per esigenze di ampliamento dei locali. Attualmente è in fase di ristrutturazione.

### Chiesa di San Lorenzo
Le origini di questa antica parrocchia risalgono all'anno mille, anche se l'elenco degli arcipreti inizia dal 1197 quando Dogliani dipendeva dai marchesi di Busca. A quel tempo rappresentava la chiesa principale tra tutte le chiese delle Langhe appartenenti alla diocesi di Saluzzo. La struttura originale era a tre navate, con quella centrale più alta per ricevere luce dalle ampie finestre laterali. Pilastri e volte erano a crociera. Nell'Ottocento l'architetto Schellino si dedicò ad importanti modifiche della chiesa. In collaborazione con lo scultore Adami realizzò la cappella con l'altare del comune (1854-1855). Dal 1881 al 1884 alzò e acuminò il campanile neogotico, arricchendolo di finestre alternatamente bifore e monofore.
Aprì la cella campanaria con 4 archi ogivali e ornò il cornicione con archetti pensili. Nel 1886 progettò un radicale cambiamento che ampliava e modificava totalmente la chiesa rendendola a pianta ottagonale. L'architetto morì prima di attuare il progetto che venne portato a termine dall'ingegnere Carlo Alimondi. L'opera fu innovativa in quanto si usò, probabilmente in una delle prime applicazioni nel Piemonte, il cemento armato.

### Chiesa dell'Immacolata Concezione
La cappella dell'Immacolata Concezione e di S. Giuseppe sorse come succursale della chiesa di san Lorenzo. Detta del Paramu, paramuro delle fortificazioni di Castello e anche Chiesa nuova di Castello, venne progettata nel 1870 da Giovanni Battista Schellino e fu costruita tra il 1871 e il 1880. È uno dei massimi capolavori dell'architetto: stile neo-classico e pianta a croce greca. La cupola è sorretta da otto colonne in stile dorico e su di essa si eleva un cupolino traforato da otto finestre a vetrate colorate. Sulla facciata quattro grandi colonne sorreggono un imponente cornicione che a sua volta sorregge il frontone triangolare. All'interno troviamo testimonianze artistiche come le pitture interne alla cupola, l'altare in stile barocco e la grande tribuna in noce. Un tempo era presente una grande scalinata in pietra demolita nel 1921 per costruire il lavatoio. La fontana vicina alla chiesa è dal 1851.

### Torrione e casa castellata dei Perno di Caldera
Il massiccio torrione (anticamente detto "Torrazzo"), in parte ricostruito, conserva le strutture originali di epoca medioevale nella parte inferiore, mentre la parte superiore si deve ad una ricostruzione del secolo XVIII.
Più recente è la Casa dei Perno (secolo XVI con rimaneggiamenti posteriori), certamente costruita su più antiche strutture, come testimoniano sia le fondamenta, che il ritrovamento di un'elegante finestra a bifora.

### Ingresso monumentale al cimitero
Il complesso monumentale in stile neogotico fu realizzato tra il 1855 il 1867 dall'architetto doglianese Giovanni Battista Schellino. È realizzato in mattoni fatti a mano, alternati a ferri rostrati di croci e cancelli in ferro battuto, che animano e arricchiscono l'intero complesso, ispido e tagliente. All'interno sono opera dello Schellino le tombe Appiani, Bonari e Cillario. Nell'angolo sud-est è sepolto lo stesso Schellino, mentre in un'ala posta a destra dell'ingresso vi è la tomba di Luigi Einaudi, economista e primo Presidente della Repubblica italiana.

### Chiesa di San Quirico
Santuario dedicato alla Madonna, restaurato su progetto dell'architetto Giovanni Battista Schellino nel 1852, sul perimetro dell'antica parrocchiale del secolo XII. Conserva sull'altare un affresco raffigurante la Madonna del Latte (secolo XV). Numerosissimi gli ex voto risalenti al 1600. Le decorazioni ed i dipinti sono di Luigi Morgari.

### Porta Soprana
Arco ogivale sovrastato da un affresco riproducente da un lato lo stemma comunale, dall'altro quello dei Savoia, e dominato dall'alto da caditoie del secolo XV.

### Porta Sottana
Inoltrandosi sotto l'arco di Porta Soprana ci si avvia lungo l'asse centrale del paese, sotto gli antichi portici di Via Corte, Piazza Carlo Alberto, Via Schellino, Via Vittorio Emanuele II (la vecchia Cuntrà di Magnin) fino ad uscire attraverso il più modesto arco di Porta Sottana verso la grande Piazza del Rivellino.

### Casa e cappella di San Giacomo
Secolo XVIII, residenza della famiglia Einaudi. Acquistata e restaurata con cura da Luigi Einaudi all'inizio del Novecento, diventò la residenza preferita del Presidente della Repubblica che la impreziosì con la sua biblioteca e arredi.

### Ritiro sacra famiglia (1883)
Opera di G.B. Schellino, tra le più elaborate e ricche di elementi architettonici decorativi al punto che la facciata sembra quasi eseguita sapientemente al traforo o con opera ancora più minuziosa di antichi merletti. Ospitò dapprima un istituto di beneficenza ed educazione per le figlie povere del paese, poi un educandato per giovinette retto dalle Suore Domenicane.

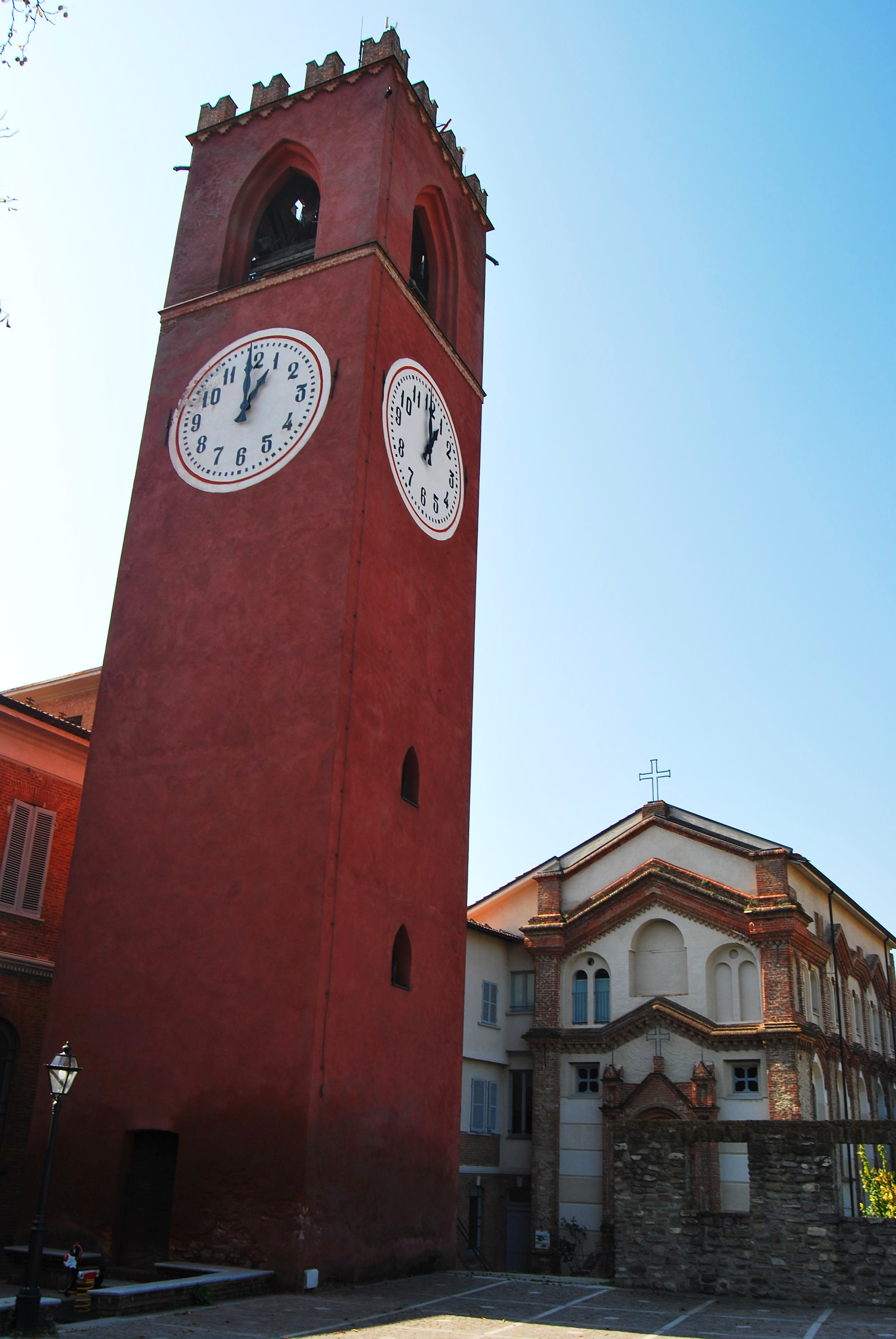
La torre civica di Dogliani e Piazza Belvedere

### Torre civica
Sul versante nord del Castello, si innalza la Torre del Municipio, già detta Torre dell'Orologio, di antica costruzione (se ne parla già nel secolo XII). Essa dà un severo aspetto alla pittoresca prospettiva dei due borghi quando per la prima volta si offrono allo sguardo del viaggiatore. La parte sommitale ed il coronamento a merlatura ghibellina sono opera del restauro effettuato nel 1862 da G.B. Schellino. All'interno, ospita una campana fusa da Ermanno e Prospero Barigozzi nel 1835.

### Piazza Belvedere
Punto panoramico da cui si può ammirare il concentrico di Dogliani e la vallata del Rea. Ai lati di un centenario ippocastano si staglia la mole della Torre Civica e del Castello dei Perno.

### Porta Gabetti
Da Piazza Grasso, imboccando la piccola "Via del Castellaccio", si possono ancora notare le fondamenta del grande castello, eretto nel 1300 e distrutto a metà del Cinquecento, di cui si vedono le vestigia sulla stampa del Theatrum Sabaudiae del 1600. Scendendo l'erto pendio che porta verso la valletta della Cuccìa, si lascia il Castello passando sotto lo stretto passaggio della Porta dei Gabetti.

### Piloni del rosario
Progettati dallo Schellino nel 1872, sono 14 piloni in sequenza, rappresentanti la vita di Gesù, che si snodano lungo la strada statale, dal Cimitero al Santuario della Madonna delle Grazie, che rappresenta la quindicesima stazione del Rosario.

## Società

### Evoluzione demografica
Abitanti censiti

### Etnie e minoranze straniere
Secondo i dati Istat al 31 dicembre 2017, i cittadini stranieri residenti a Dogliani sono 667, così suddivisi per nazionalità, elencando per le presenze più significative:
1. Romania, 229
2. Marocco, 119
3. Repubblica di Macedonia, 92
4. Albania, 40
5. Senegal, 25
6. Kosovo, 24
7. Bulgaria, 23

## Cultura

### Musica
Dal 1891 è attiva nel comune la banda musicale Società Filarmonica Il Risveglio, nota a livello regionale, che ha partecipato a diversi concorsi bandistici. Dal 2009 collabora con il gruppo comico piemontese Trelilu, nel progetto "Sbanduma!" da cui è nato un DVD. Comprende una scuola di musica per orchestra di fiati.

### Eventi
- Festival della TV e dei Nuovi Media di Dogliani: dal 2012 il comune di Dogliani ospita il Festival della TV e dei Nuovi Media; 3 giorni di incontri tematici con personaggi del mondo dello spettacolo[14].

## Economia
L'economia del territorio è principalmente legata alla valorizzazione delle risorse enogastronomiche locali. La Dogliani contemporanea unisce al piccolo artigianato un'economia prevalentemente agricola: la zona collinare ha favorito la coltivazione a vigneto, con produzione del vino Dolcetto di Dogliani. La tradizione vinicola sarebbe confermata dall'etimo Dolium, cui si affianca l'ipotesi che il nome di questo centro langarolo derivi da "Dolium Januae", la "Coppa di Giano".
Assieme al vino, altri elementi del territorio oggetto di percorsi di valorizzazione e promozione dell'area sono l'artigianato (promosso durante l'Antica Fiera della ciliegia in primavera) e la cisrà, una minestra di ceci e trippe (Fiera dei Santi e Settimana gastronomica della Cisrà a inizio novembre).

## Infrastrutture e trasporti
Dogliani è interessata dal percorso della ex Strada statale 661 delle Langhe, che nel tratto fino a Monchiero fu interessata, tra il 1923 e il 1953, dalla presenza del binario della tranvia Monchiero-Dogliani.
È attraversata inoltre dalla SP 56, che si divide in due rami i quali conducono rispettivamente a Cissone e a Bossolasco.

## Amministrazione
Di seguito è presentata una tabella relativa alle amministrazioni che si sono succedute in questo comune.
| Periodo        | Periodo        | Primo cittadino       | Partito                           | Carica  | Note   |
| -------------- | -------------- | --------------------- | --------------------------------- | ------- | ------ |
| 6 giugno 1985  | 18 maggio 1990 | Giuseppe Martino      | Democrazia Cristiana              | Sindaco | [ 16 ] |
| 18 maggio 1990 | 24 aprile 1995 | Bernardino Chiappella | lista civica                      | Sindaco | [ 16 ] |
| 24 aprile 1995 | 14 giugno 1999 | Bernardino Chiappella | lista civica                      | Sindaco | [ 16 ] |
| 14 giugno 1999 | 14 giugno 2004 | Bernardino Chiappella | lista civica                      | Sindaco | [ 16 ] |
| 14 giugno 2004 | 8 giugno 2009  | Clemente Gallo        | lista civica                      | Sindaco | [ 16 ] |
| 8 giugno 2009  | 26 maggio 2014 | Nicola Chionetti      | lista civica                      | Sindaco | [ 16 ] |
| 26 maggio 2014 | 26 maggio 2019 | Franco Paruzzo        | lista civica Con voi per Dogliani | Sindaco | [ 16 ] |
| 26 maggio 2019 | 9 giugno 2024  | Ugo Arnulfo           | lista civica La nostra Dogliani   | Sindaco | [ 16 ] |
| 9 giugno 2024  | in carica      | Claudio Raviola       | lista civica Insieme per Dogliani | Sindaco | [ 16 ] |

### Gemellaggi
- Jarnac, Francia, dal 2000.
- Lautertal, Germania, dal 2016.